# Thierry de Cabarrus
Pour les articles homonymes, voir Cabarrus.
Thierry Tallien de Cabarrus, dit Thierry de Cabarrus, est un journaliste français né le 7 avril 1950. 
Il travaille successivement pour Le Progrès de Lyon, Le Parisien, VSD, Le Journal du dimanche puis Le Courrier des Yvelines. En 2000, il est nommé directeur de la rédaction du quotidien L'Union. Licencié en 2007, il devient chroniqueur sur le site collaboratif, Suite101, puis sur Le Plus, le site participatif de L'Obs. Depuis juillet 2011, il est actif sur Twitter. 
En parallèle de son activité de journaliste, Thierry de Cabarrus publie quatre romans, dont deux sont récompensés par l’Académie française : Le château des autres, prix Broquette-Gonin en 1986, et Le fou d’amour, prix Roberge en 1987.

## Biographie

### Carrière

#### Journaliste
Titulaire en 1972 d'une licence de lettres modernes de l'Université Paris-Sorbonne, il est également diplômé de l’École supérieure de journalisme (ESJ) de Paris. En 1973, il commence sa carrière de journaliste en tant que pigiste puis secrétaire de rédaction au sein de l'agence Aigles à Lyon, agence de presse créée conjointement en 1967 par Le Dauphiné libéré et Le Progrès. 
Thierry de Cabarrus rejoint Le Parisien en 1975, où il est nommé chef d'agence de France-Picardie, l'édition de la Somme du quotidien, un poste qu'il occupe pendant trois ans. En 1981, il est responsable du desk, le service chargé de collecter, d'éditer et de contrôler les dépêches ou les informations transmises au siège par les journalistes sur le terrain avant publication. Thierry de Cabarrus achève son parcours au sein du quotidien en tant que rédacteur en chef adjoint. 
Il collabore par la suite avec VSD et Le Journal du dimanche. En 1993, il intègre l’hebdomadaire Le Courrier des Yvelines, où il reste jusqu'en 2000. Recruté en 2000 en tant que directeur de la rédaction de l'Union, il est chargé par Daniel Hutier, PDG, de transformer le quotidien, notamment en rajeunissant les effectifs. Son licenciement en novembre 2007 marque la fin de sa carrière de directeur de rédaction,.
De 2008 à 2011, il publie des chroniques politiques et sociétales sur la version française du site collaboratif désormais fermé, Suite101, puis de 2011 à mars 2017, sur Le Plus, le site participatif de L'Obs, où il rédige 835 chroniques,. Très actif sur Twitter, ses publications sont relayées et commentées par des médias nationaux[source secondaire souhaitée].

#### Écrivain
En 1986, il reçoit le prix Broquette-Gonin de l'Académie française pour son premier roman, Le château des autres. L'année suivante, l'Académie française lui décerne le prix Roberge pour son deuxième ouvrage, Le fou d'amour. En 1989, il figure dans la première sélection du Goncourt. Le jury écarte finalement son roman Châteaurama.

## Engagements et prises de position
Interrogé par Le Parisien à l'occasion du 80e anniversaire du journal sur la manière dont le quotidien a reçu l'élection de François Mitterrand en 1981, Thierry de Cabarrus confie sa satisfaction après la victoire de la gauche socialiste aux présidentielles. En 2023, il affirme son soutien à Gabriel Attal, alors ministre du budget des comptes publics, qu'il qualifie de « sniper du gouvernement ». Critique du mouvement LFI, il partage en 2022 un montage sur son compte Twitter mettant en scène le mariage de Marine Le Pen et de Jean-Luc Mélenchon, une manière, selon la journaliste Élodie Safaris, de mettre LFI sur le même plan que l'extrême droite.

## Vie privée
Thierry de Cabarrus est un descendant de :
- Dominique Cabarrus, armateur de navires négriers, dont la fortune s'est édifiée sur la pratique de l'esclavage et du commerce triangulaire avec les Antilles depuis le port de Bordeaux[12] ;
- François Cabarrus, le fils de ce dernier, financier et fondateur de la banque centrale espagnole ;
- Thérésa Tallien (Juana Maria Ignazia Teresa Cabarrus), salonnière, surnommée « Notre-Dame de Thermidor » pendant la Révolution française.